# Maira leei
Maira leei là một loài ruồi trong họ Asilidae. Maira leei được Paramonov miêu tả năm 1958. Loài này phân bố ở miền Australasia.